# Zosterops maderaspatanus
Zosterops maderaspatanus е вид птица от семейство Zosteropidae.

## Разпространение
Видът е разпространен в Коморските острови, Мадагаскар, Майот и Сейшелите.